# Portugisisk vattenhund
Portugisisk vattenhund (Cão de Água Português) är en hundras från Portugal som hör till gruppen vattenhundar.

## Historia
Den portugisiska vattenhunden är en av flera nationella varianter av den alleuropeiska vattenhunden. Den anses stå nära pudel och irländsk vattenspaniel. Traditionellt har den varit fiskarnas hjälpreda med att apportera fisknät och andra redskap liksom tampar och trossar. De var även simmande rapporthundar mellan båt och land. Förr hade varje fiskebåt en eller två vattenhundar, noggrant iakttagande när näten halades ombord. Det sägs att de även kunnat dresseras att valla fisk in i näten och dyka efter fiskar som lyckats rymma. Hundarna har följt fiskarna runt hela norra Atlanten och inte bara arbetat i de varma vattnen utanför Portugal utan även i isiga vatten vid Island och Newfoundland dit portugisiska fiskare begav sig på 1600-1700-talet.
När det inte var fiskesäsong gick hundarna med fåren och då brukade de livnära sig själva, främst på vildkaniner. Mot 1920-talet förändrades fiskemetoderna mot ett mer storskaligt fiske, då minskade antalet fiskare och behovet av hundarna försvann. De hundar som fanns kvar koncentrerades till Algarvekusten. Förtjänsten av att rasen finns kvar tillskrivs redaren Vasco Bensaude och dr Anthony Cabral på 1930-talet respektive 1950-talet. Trots deras insatser fanns det på 1960-talet endast ett 50-tal hundar kvar. Redan 1972 bildades en rasklubb i USA och många av de kvarvarande hundarna exporterades dit. Rasen importerades till Sverige första gången 1979.

## Egenskaper
Den portugisiska vattenhunden är en apporterande vattenhund. Den var en oumbärlig följeslagare till fiskaren, som inte bara använde den under själva fisket utan också som vakthund för att försvara båt, ägodelar och last. Medan fiskaren arbetade var hunden mycket uppmärksam. Skulle fisk eller redskap falla överbord, hoppade hunden på kommando i vattnet för att fånga det, dykande under vattnet om det behövdes, utan en order från ägaren. Hunden, om man tränar den, kan dyka ner till sex meters djup, även om fyra meter ansågs tillräckligt.
Rasen är väl lämpad för lydnad, bruks, agility och eftersök. Det finns också rasrepresentanter som används i småviltjakt som stötande och apporterande fågelhund samt som servicehund. I både Europa och USA finns flera godkända räddningshundar. I vissa linjer förekommer ett väl utvecklat vallanlag, och det finns portugiser som används i praktiskt vallarbete på nötboskap. De används naturligtvis även som rena sällskapshundar. I USA håller många vattenhundar på med vattenarbete, så kallade water trials. Även i Portugal är dessa prov officiella för rasen.

## Utseende

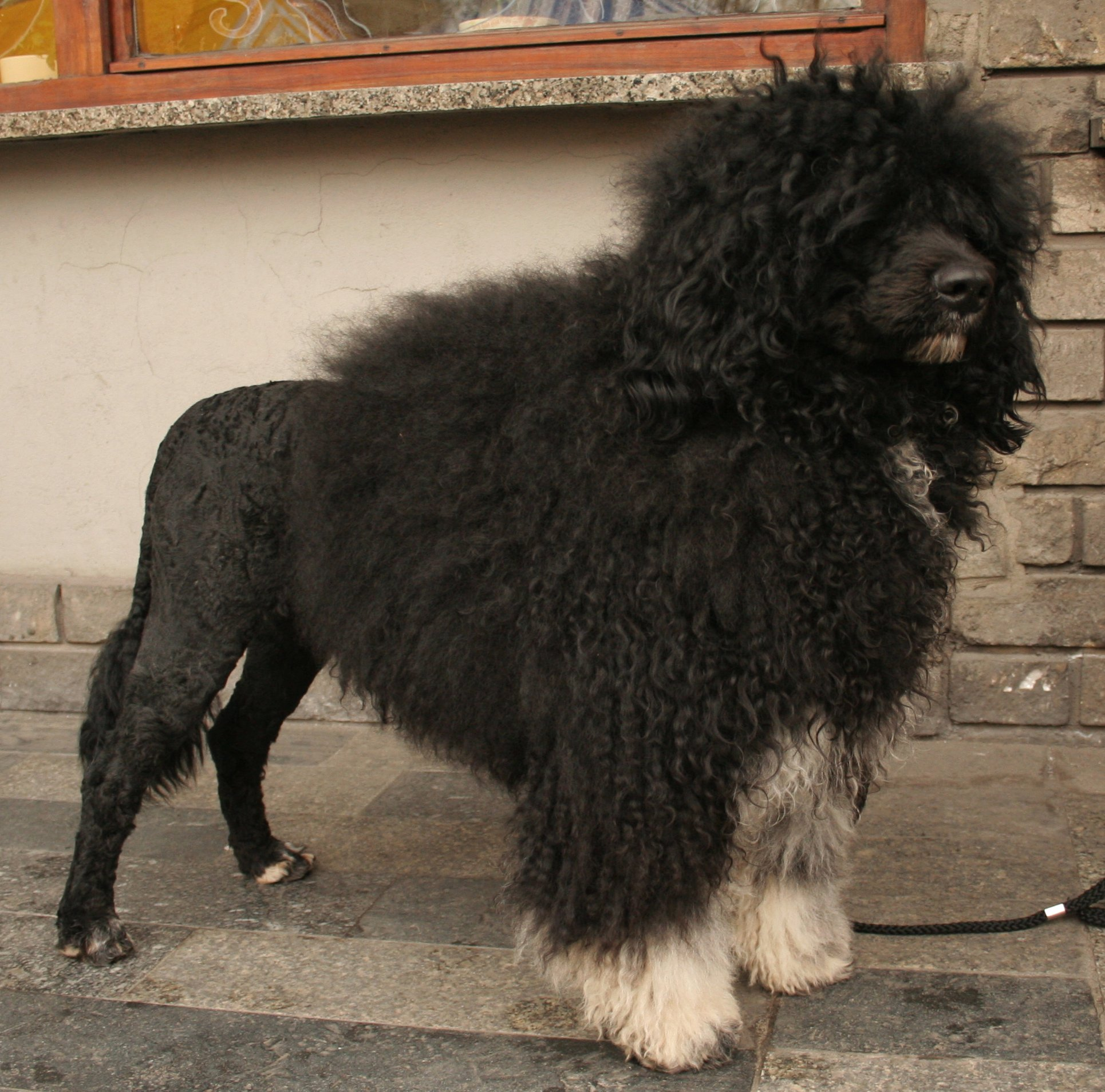
Cão de Agua de Pelo Encaradolado.

Den portugisiska vattenhunden finns med två olika typer av hårlag: en ganska lång, vågig, glansig och luftig päls samt en krulligare, mattare päls av pudeltyp, som verkar vara kortare. Cão de Agua de Pelo Ondulado heter den långpälsade (vågiga) varianten. Cão de Aqua de Pelo Encaradolado är den krullhåriga varianten. Den har ingen underull. Färgen kan vara svart eller brun (från mörk choklad till creme) ibland i kombination med vitt.
Den traditionella klippningen, innebär att håret på nosen, bakdelen och större delen av svansen klipps mycket kort. Övrig päls, inklusive den yttersta tredjedelen av svansen lämnas oklippt. Detta är den klippning som tillämpades på vattenhundarna när de användes som brukshundar i Portugal. Förklaring till att de klipptes just så: bakdelen - för att ge hunden större rörelsefrihet vid simning, och att hundarna inte skulle bli kalla av vatten som rann ned på den näst intill hårlösa magen när de var ombord på båten efter ett arbetspass, nosen - för att förhindra att päls skymmer sikten när de simmar och dyker. Huvud och bål lämnas fullpälsade för att värma och skydda vitala organ, samt för att fungera som flythjälp, och skydda hunden när den klev upp i båten utan hjälp. Slutligen lämnas en vippa på svansspetsen för att förstärka svansens effekt som roder.

## Kända ägare till portugisiska vattenhundar
- Barack Obama, president och ägare till Bo.
- Ted Kennedy, senator.
- Raymond Burr, skådespelare
- Stina Lundberg Dabrowski, journalist